# KStars
KStars és un programa per al Linux i altres sistemes operatius, que simula un planetari. Forma part del KDE. És un programari lliure amb llicència GNU.

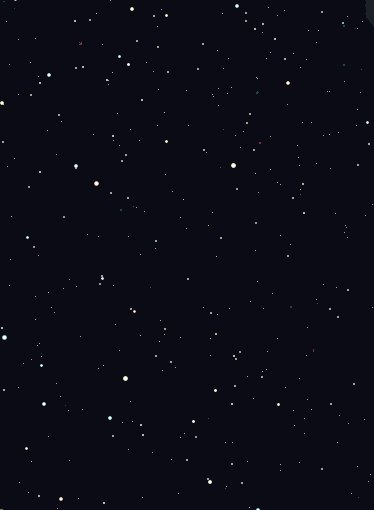
Cel nocturn al KStars

Ofereix una detallada representació gràfica del cel nocturn, des de qualsevol lloc de la Terra, i en qualsevol data. Inclou més de 130.000 estrelles, 13.000 objectes de l'espai profund, les 88 constel·lacions, milers de cometes i asteroides, així com els vuit planetes, el Sol i la Lluna. Per altra banda, ofereix múltiple informació sobre els objectes estel·lars en forma d'hipertext. Permet controlar telescopis i càmeres CCD des del mateix programa.